# Eddie Mabo
Pour les articles homonymes, voir Mabo.
Eddie Koiki Mabo (né Eddie Koiki Sambo le 29 juin 1936 et décédé le 21 janvier 1992) est un Australien natif d’une île du détroit de Torrès devenu célèbre dans l'histoire australienne pour son rôle dans la campagne pour des droits indigènes et pour son rôle dans une décision de la Haute Cour d'Australie qui a annulé la fiction juridique de terra nullius qui s’appliquait alors aux terres australiennes.

## Biographie

### Jeunesse
Mabo naît en 1936 sur l'île de Mer (également connue sous le nom d'île Murray), une des îles du détroit de Torrès. Sa mère meurt peu de temps après sa naissance et il est élevé par son oncle maternel, Benny Mabo, et son épouse. Il commence par travailler sur un bateau de collecte de perles avant d'être exilé sur décision de justice à Townsville où il travaille dans le chemin de fer. Il devient rapidement le porte-parole des insulaires du détroit de Torres et, à ce titre, a de fréquents contacts avec les syndicats.
Mabo a eu une grande influence sur la communauté de Townsville, y fondant notamment quelques années plus tard la première école de la communauté noire. En 1959, il épouse Bonita Neehow, avec qui il aura dix enfants.

### Éducation supérieure
Pendant les dix années suivantes, Eddie Mabo effectue un certain nombre de petits travaux avant de devenir jardinier à l'Université James-Cook à Townsville à l'âge de 31 ans. Il profite de cette occasion pour suivre différentes conférences et passe du temps à la bibliothèque de l'établissement où il découvre en particulier les ouvrages des anthropologues blancs à propos de son peuple.
En 1974, il a une discussion avec les professeurs Noel Loos et Henry Reynolds qui se rappellent la réaction d'Eddie Mabo comme suit: 
« ... un jour au bureau, nous prenions le déjeuner lorsque Koiki est venu nous parler des terres de l'île de Mer, ou île de Murray. Henry et moi nous nous sommes rendu compte que, dans son esprit, il pensait posséder cette terre. Après nous être jetés un coup d'œil, nous avons eu la difficile tâche de lui apprendre qu'il ne possédait pas cette terre, mais qu'elle appartenait à la couronne britannique. Koiki est resté étonné et même choqué... On se souvient l'entendre dire: «"Il n'y a rien à faire, elle n'est pas à eux, elle est à nous"».

### Avocat du droit de la terre
En 1981, pendant une conférence tenue à l'Université de Cook sur le droit de la terre, Eddie Mabo tient un discours dans lequel il définit clairement les notions de propriété terrienne et de transmission des terres sur l'île de Murray. L'implication de ce discours dans le domaine du common law australien n'échappe pas à un avocat qui lui suggère d'entamer une procédure devant la cour pour faire reconnaître les droits de son peuple sur les terres.
Les habitants de l'île de Murray décident alors d'être les instigateurs de la mesure visant à démonter le principe du terra nullius devant le tribunal et que c'est Eddie Koiki Mabo qui doit mener cette action. Sur cette décision, Henry Reynolds dit que «... n'était le début d'une bataille juridique de dix ans et d'une saga remarquable. Après avoir écouté ses arguments et mené son enquête, le juge Moynihan conclut que Koiki Mabo, n'étant pas le fils de Benny Mabo, n'avait aucun droit sur les terres de celui-ci.» Bien que personnellement ruiné, Eddie Koiki Mabo persiste dans son action et fait appel à la Cour Suprême.

### Mort et legs
Bien qu'il prenne du temps pour se détendre (sur son bateau ou en peignant), la santé de Koiki Mabo commence à s'altérer sous le stress. Il décède du cancer en janvier 1992, à l'âge de 56 ans. Cinq mois plus tard, le 3 juin, la Cour Suprême rend son jugement historique en annulant le concept de terra nullius sur le continent australien. Cette décision est aujourd’hui connue en Australie sous le nom de Mabo.
Trois ans après la mort de Mabo (période de deuil traditionnelle sur l'île de Murray), une cérémonie commémorative eut lieu à Townsville. Sa tombe ayant été vandalisée, les cendres de Koiki ont été rapatriées sur son île où les insulaires ont procédé à leur cérémonie traditionnelle d'enterrement d'un roi. En 1993, le journal The Australian l'a élu personnalité de l'année 1992 en hommage à son travail.